# James Lee Peters
James Lee Peters (ur. 13 sierpnia 1889 w Bostonie,
Massachusetts, zm. 19 kwietnia 1952 w Cambridge) – amerykański ornitolog, zoolog, kustosz zbioru ptaków w Muzeum Zoologii Porównawczej w Harvard College, prezydent Unii Ornitologów Amerykańskich w latach 1942-45, jak i prezydent Międzynarodowej Komisji Nomenklatury Zoologicznej. Autor wielotomowej publikacji: Checklist of Birds of the World.
Checklist of Birds of the World Petersa miała w stosunku do wcześniejszych podobnych list ptaków, autorstwa np. Richarda Bowdlera Sharpe'a, między innymi tę zaletę, że wykazywała takson podgatunku (trójnominalna nomenklatura). Peters zmarł nie kończąc tej pracy. Zakończył ją Ernst Mayr i współpracownicy. Checklist... miała duży wpływ na ornitologię XX w. i była podstawą następnych nowoczesnych list. 
Najważniejsze publikacje:
- Checklist of Birds of the World, (1931-1952), 7 tomów, Harvard Univ. Press.
- Notes on Some Summer Birds of Northern Patagonia. (1923), Cambridge, Museum of Comparative Zoology at Harvard Colleges, 277-337. w: Bull. of the Mus. of Comp. Zoology, Vol. LXV. No. 9.